# Hesperantha glabrescens
Hesperantha glabrescens är en irisväxtart som beskrevs av Peter Goldblatt. Hesperantha glabrescens ingår i släktet Hesperantha och familjen irisväxter. Inga underarter finns listade i Catalogue of Life.